# Carrer Ricart
El Carrer Ricart és un carrer del municipi de Pallejà (Baix Llobregat) inclòs en l'Inventari del Patrimoni Arquitectònic de Catalunya.

## Descripció
És un carrer que surt de la mateixa façana nord del castell i que resulta ser el més antic. Encara es conserven les antigues construccions (la primera és Can Sona Vell), altres pisos i façanes corresponen a mitjans del segle xix.